# 哈铁尔
哈铁尔，是西班牙阿拉贡自治区特鲁埃尔省的一个市镇。总面积11平方公里，总人口54人（2001年），人口密度5人/平方公里。